# Giros temporales transversos
Los giros temporales transversos son circunvoluciones del Lóbulo temporal del cerebro. Son pliegues (de paso) temporo-parietales profundos, en el extremo posterior de la  circunvolución temporal superior, dentro de la cisura de Silvio.  El más evidente y constante, el giro temporal transverso anterior o área de Heschl, corresponde a la corteza auditiva primaria (área de Brodmann 41).

## Historia
Los giros transversos eran bien conocidos por los anatomistas, son atribuidos a Richard L. Heschl desde 1882. Aparecen con su apellido en la Anatomía de Gray de 1919.

La corteza auditiva primaria humana (área 41 de Brodmann) se identificó por primera vez con base en su densa estructura celular y su mielinización.

## Anatomía
El giro temporal transverso  está situado sobre el plano supra-temporal donde ocupa el tercio central. Se dirige oblicuamente desde el borde de la circunvolución temporal superior hacia la cisura de Silvio.

Existe una considerable variabilidad en el número de giros transversos en el plano supra-temporal del humano.

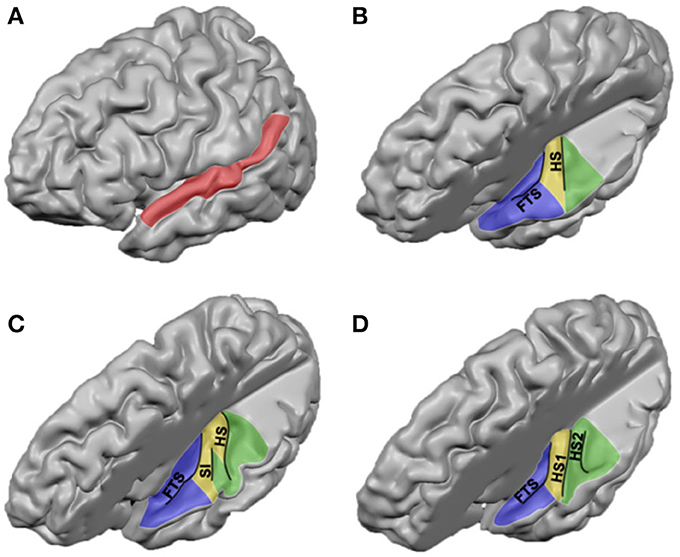
Superficie supra-temporal del Giro temporal superior. Sectores anatómicamente variables coloreados en B,C,D: PP planum polare en azul, HG giro de Heschl en amarillo, PT planum temporale en verde.

### Macroscopía
El plano supra-temporal se puede dividir en tres sectores anatómicamente diferentes, que de adelante a atrás son: el planum polare (PP), el giro temporal transverso o área de Heschl, y el planum temporale (PT).

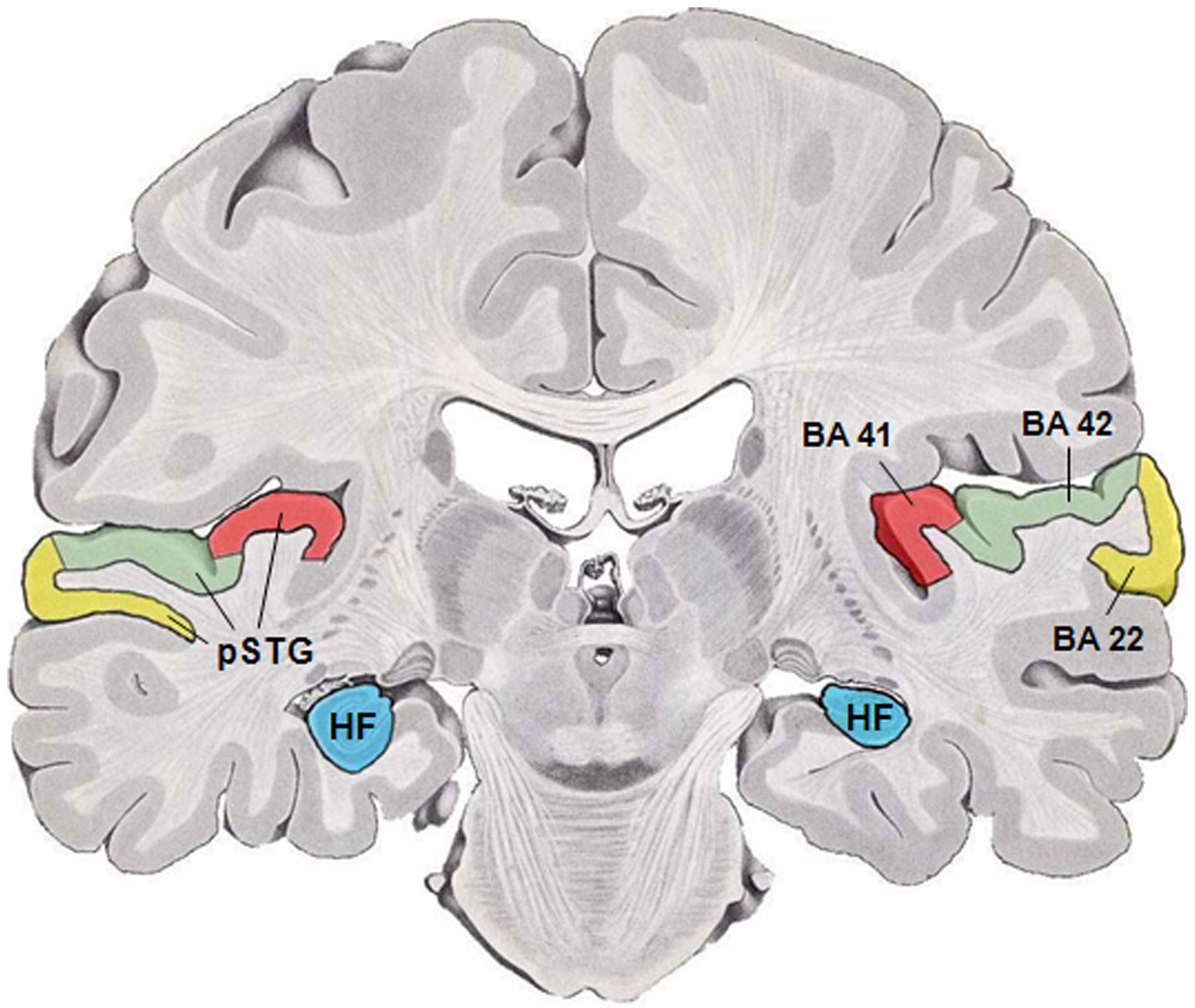
Giro temporal transverso conteniendo la Corteza auditiva primaria.
Área 41 en rojo.
Área 42 en verde.
Área 22 en amarillo.

El área de Heschl presenta una considerable variabilidad en su número de convoluciones. Puede presentar un surco parcial generando una sola convolución, o un surco completo generando dos convoluciones.

En el humano la corteza auditiva (primaria y secundaria)  comprende los dos tercios superiores del giro temporal superior (STG).

### Microscopía
Los estudios de cito-arquitectura de los giros temporales transversos permiten localizar la corteza auditiva primaria. Esta presenta un núcleo (core) caracterizado por una koniocorteza altamente granular.
Este núcleo tiene además una capa celular IV bien desarrollada, por una aferencia densa de la parte auditiva del tálamo. La capa celular III del núcleo se puede caracterizar por la presencia de células piramidales de tamaño pequeño a mediano.
En los cerebros humanos, cuando  está presente solamente un área de Heschl, el núcleo auditivo se limita a ella y ocupa sus partes medial y central.